# 罗德内斯
罗德内斯（德語：Rodenäs）是德国石勒苏益格－荷尔斯泰因州的一个市镇。总面积19.84平方公里，总人口427人，其中男性222人，女性205人（2011年12月31日），人口密度22人/平方公里。